# Tuýt (vải)

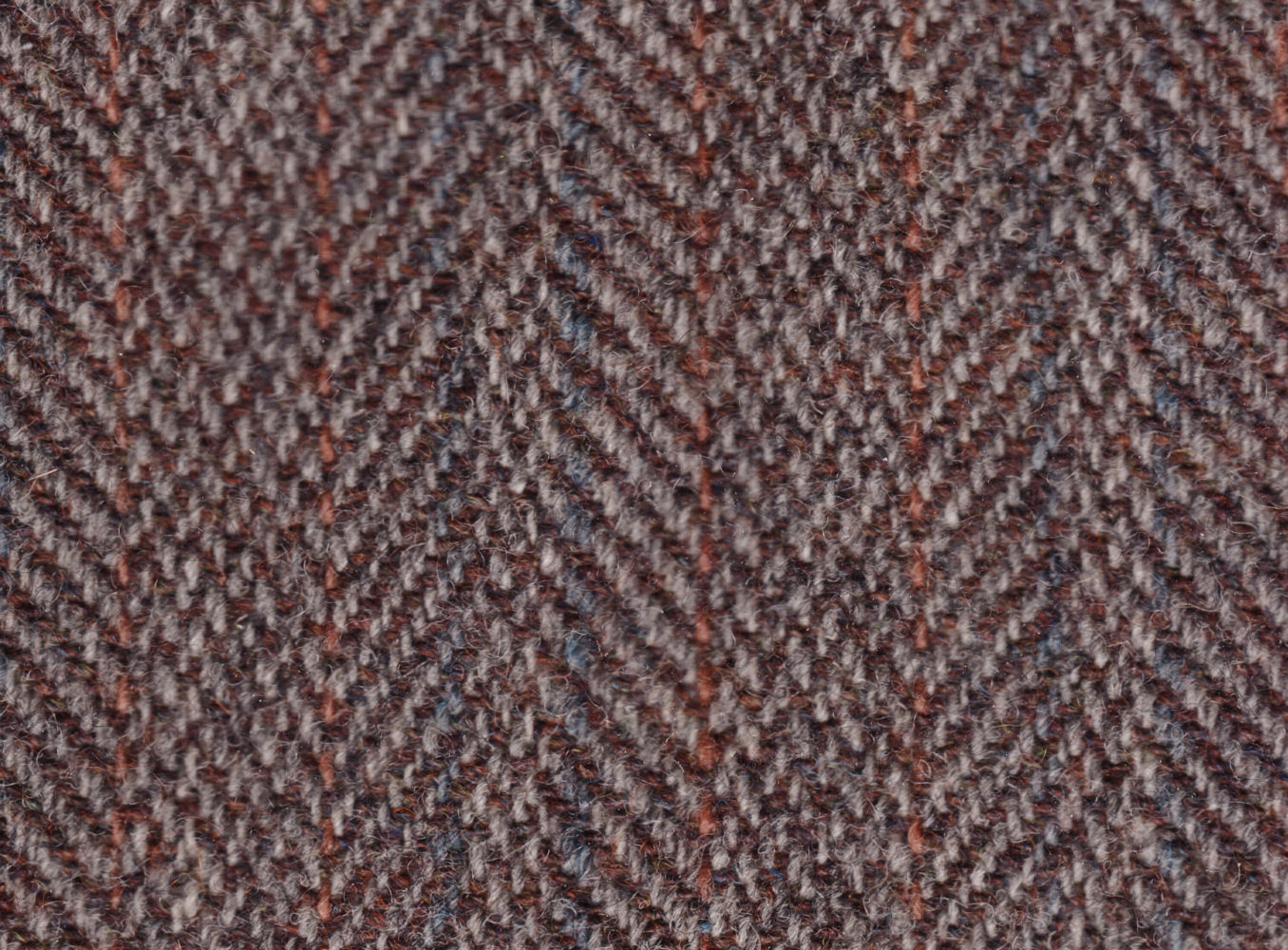
Kiểu họa tiết Herringbond

Tuýt hay vải Tuýt (Tiếng Anh: tweed) là một loại vải dạng thô cứng với kết cấu linh hoạt giống như len lông cừu dệt được dệt chặt chẽ hơn với kỹ thuật dệt trơn hoặc vân chéo.
Bằng cách xoắn các sợi len khác màu với nhau thành 1 sợi hai hoặc ba lớp, vải có độ dày, ấm áp và bền chắc.
Từ một loại chất liệu được sử dụng cho người dân lao động, vải Tuýt đã trở thành quần áo truyền thống tại nước Anh. bởi tính linh hoạt của loại vải này với thời tiết.

## Nguồn gốc

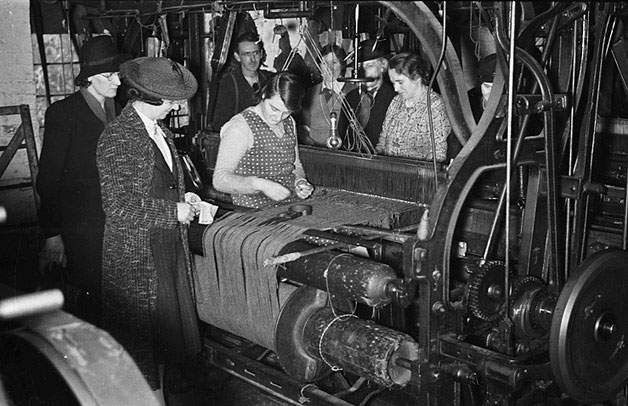
vải Tuýt được sản xuất ở xứ Wales, 1940.

## Sử dụng

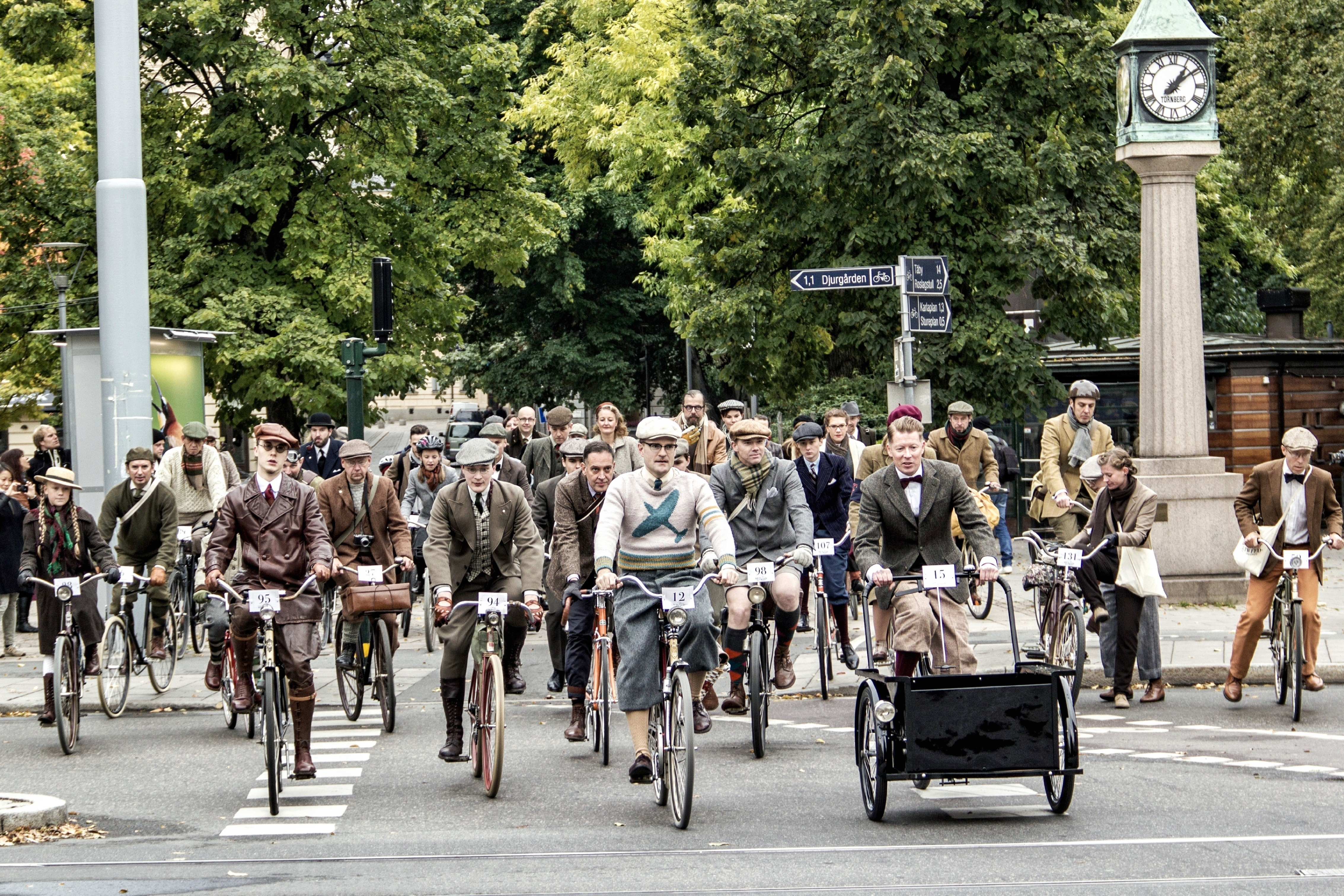
Những người đi xe đạp trong trang phục may bằng vải Tuýt tại Stockholm 2013